# Pericarpi
El pericarpi és la part del fruit que és al voltant de la llavor. Aquesta envolta s'anomena genèricament angiocarp i dels fruits que en posseeixen angiocàrpics. S'origina després de la fecundació a partir de la paret de l'ovari del pistil i la seva funció principal és la de protegir la llavor.

## Variants
En fruits com les glans d'alzines i roures el pericarpi esdevé sec i dur, en el cas de les baies i drupes el pericarpi forma el teixit comestible que hi ha al voltant de la llavor. En el cas de les infructescències hi ha altres teixits diferents del fruit que es desenvolupen com a part comestible, com en el cas de la maduixa on és el receptacle de la flor.

## Capes
El pericarpi està format típicament de tres capes diferents:
- Epicarpi o exocarpi: capa exterior que és la pell dels fruits
- Mesocarpi: capa intermèdia, sovint carnosa
- Endocarpi: capa interna que pot ser membranosa o gruixuda i dura.